# Климов Елем Германович
Еле́м Ге́рманович Кли́мов (9 липня 1933, Сталінград, РРФСР — 26 жовтня 2003, Москва, Росія) — радянський кінорежисер, сценарист. Заслужений діяч мистецтв РРФСР (1976). Народний артист Російської Федерації (1997). В 1986—1988 роках — перший секретар правління Спілки кінематографістів СРСР. Лауреат низки кінопремій.

## Біографія
Після закінчення в 1957 Московського авіаційного інституту працював інженером-конструктором на одному з московських заводів. Співпрацював з Молодіжною редакцією Всесоюзного радіо і Центрального телебачення і з Московською філармонією.
В 1964 закінчив режисерський факультет ВДІК (майстерня Ю. Л. Дзигана) і почав працювати на кіностудії «Мосфільм». Першим повнометражним фільмом стала комедія «Ласкаво просимо, або Стороннім вхід заборонено» (1964). Наступний фільм «Пригоди зубного лікаря» (1965) вийшов 1967 року в обмеженому прокаті й був «покладений на полицю». Повторний випуск відбувся тільки 1987-го. В 1985 році зняв фільм «Іди і дивись».

### Сім'я
У 1965 році одружився з Ларисою Шепітько.
Батько, Герман Степанович Климов — слідчий з особливо важливих справ Комітету партійного контролю при ЦК КПРС. Після 1956 року займався реабілітацією «ворогів народу». Брат, Герман Германович Климов — сценарист.

## Фільмографія
Режисер-постановник:
- «Обережно: вульгарність» (1959)
- «Жиних» (1960, к/м)
- «Дивіться — небо» (1962, к/м)
- «Ласкаво просимо, або Стороннім вхід заборонено» (1964)
- «Пригоди зубного лікаря» (1965)
- «Батьки-одинаки» (сюжет для к/журналу «Фитиль») (1968)
- «Спорт, спорт, спорт» (1970)
- «Вечір спогадів» (сюжет для к/журналу «Фитиль») (1972)
- «Агонія» (1974)
- «Лариса» (1980, док. фільм пам'яті дружини і режисера Лариси Шепітько)
- «Прощання» (1981)
- «Іди і дивись» (1985)

## Фестивалі та премії
- 1970 — ВКФ спортивних фільмів: Золота медаль, Премія за режисуру, Диплом СК СРСР (1970 «Спорт, спорт, спорт»)
- 1982 — Венеційський кінофестиваль: Приз FIPRESCI (1974 «Агонія»)
- 1983 — Берлінський міжнародний кінофестиваль: Участь в програмі «Forum» (1974 «Агонія»)
- 1985 — Московський міжнародний кінофестиваль: Золотий приз (1985 «Іди і дивись»)
- 1985 — МКФ в Троє: Спеціальна премія (1985 «Іди і дивись»)
- 1986 — Всесоюзний кінофестиваль: Головний приз журі (1985 «Іди і дивись»)
- 1987 — Берлінський міжнародний кінофестиваль: Участь у Позаконкурсній програмі (1982 «Прощання»)